# 周國儀
周國儀（英文名：Mac Chew，1965年5月12日—），馬來西亞編曲家、演唱會音樂總監，擅長以鋼琴旋律、爵士旋律和馬來流行曲。李宗盛御用編曲師，也為林憶蓮、戴佩妮、無印良品、莫文蔚、縱貫線、陈奕迅等編曲過。